# Sylvia Eder
Sylvia Eder (Leogang, 24 agosto 1965) è un'ex sciatrice alpina austriaca.
Nel suo palmarès vanta fra l'altro tre medaglie d'argento iridate.

## Biografia

### Stagioni 1981-1987
Sciatrice polivalente e sorella di Birgit ed Elfi, a loro volta sciatrici alpine, Sylvia Eder eccelleva soprattutto nelle prove veloci; ottenne il primo risultato di rilievo in Coppa del Mondo l'8 febbraio 1981 a Zwiesel, giungendo 15ª in combinata, e nella stessa stagione prese parte agli Europei juniores di Škofja Loka 1981, vincendo la medaglia d'oro nella combinata e quella di bronzo nella discesa libera. Nel 1982 a Bad Gastein conquistò in discesa libera i suoi primi podi in Coppa del Mondo, il 3º posto nella gara del 18 gennaio e la vittoria in quella del 19: con quel successo divenne, a sedici anni e cinque mesi, la più giovane sciatrice a esser salita sul gradino più alto del podio nella specialità. Nel marzo dello stesso anno partecipò ai Mondiali juniores di Auron 1982, vincendo la medaglia d'argento nella combinata.
Convocata per i suoi primi Giochi olimpici invernali, Sarajevo 1984, si piazzò 13ª nella discesa libera e 34ª nello slalom gigante. L'anno dopo ai Mondiali di Bormio 1985, suo esordio iridato, vinse la medaglia d'argento nella combinata, alle spalle della  svizzera Erika Hess, e si classificò 10ª nella discesa libera e 12ª nello slalom speciale; bissò l'argento iridato nella combinata due anni dopo a Crans-Montana, dove fu anche 6ª nella discesa libera e 5ª nel supergigante.

### Stagioni 1988-1995
Ai XV Giochi olimpici invernali di Calgary 1988 si piazzò 25ª nel supergigante e 12ª nella combinata; nella stessa stagione si classificò 2ª nella Coppa del Mondo di supergigante, superata dalla svizzera Michela Figini di 20 punti. Ai Mondiali di Saalbach-Hinterglemm 1991 fu 7ª nel supergigante e 15ª nello slalom gigante, mentre ai XVI Giochi olimpici invernali di Albertville 1992 disputò soltanto la prova di slalom gigante, che chiuse al 9º posto.
Conquistò un'ulteriore medaglia d'argento in occasione dei suoi ultimi Campionati mondiali, Morioka 1993, giungendo 2ª nel supergigante dietro alla tedesca Katja Seizinger. Alla sua ultima partecipazione ai Giochi olimpici, Lillehammer 1994, si piazzò 15ª nel supergigante e 14ª nello slalom gigante. Il 3 dicembre 1994 ottenne il secondo e ultimo successo in Coppa del Mondo, nonché ultimo podio, a Vail in supergigante; si congedò dall'attività agonistica al termine di quella stessa stagione 1994-1995 e la sua ultima gara in carriera fu il supergigante di Coppa del Mondo disputato a Bormio il 19 marzo, che non completò.

## Palmarès

### Mondiali
- 3 medaglie:
  - 3 argenti (combinata a  Bormio 1985; combinata a Crans-Montana 1987; supergigante a Morioka 1993)

### Mondiali juniores
- 1 medaglia:
  - 1 argento (combinata ad Auron 1982)

### Europei juniores
- 2 medaglie[2]:
  - 1 oro (combinata a Škofja Loka 1981)
  - 1 bronzo (discesa libera a Škofja Loka 1981)

### Coppa del Mondo
- Miglior piazzamento in classifica generale: 16ª nel 1993
- 11 podi (4 in discesa libera, 5 in supergigante, 1 in slalom gigante, 1 in combinata):
  - 2 vittorie (1 in discesa libera, 1 in supergigante)
  - 2 secondi posti
  - 7 terzi posti

#### Coppa del Mondo - vittorie
| Data            | Località    | Paese       | Specialità |
| --------------- | ----------- | ----------- | ---------- |
| 19 gennaio 1982 | Bad Gastein | Austria     | DH         |
| 3 dicembre 1994 | Vail        | Stati Uniti | SG         |

Legenda:

DH = discesa libera

SG = supergigante

### Campionati austriaci
- 17 medaglie[2]:
  - 7 ori (slalom speciale, combinata nel 1981; combinata nel 1983; slalom gigante nel 1985; slalom gigante nel 1986; discesa libera, combinata nel 1987)
  - 7 argenti (discesa libera, slalom speciale nel 1983; combinata nel 1984; discesa libera nel 1985; slalom gigante nel 1987; supergigante nel 1992; supergigante nel 1994)
  - 3 bronzi (discesa libera nel 1981; supergigante nel 1987; supergigante nel 1991)

### Campionati austriaci juniores
- 8 medaglie[2]:
  - 6 ori (discesa libera nel 1980; discesa libera, combinata nel 1981; discesa libera, slalom speciale, combinata nel 1983)
  - 1 argento (slalom speciale nel 1980)
  - 1 bronzo (slalom gigante nel 1983)